# Michael Bastian

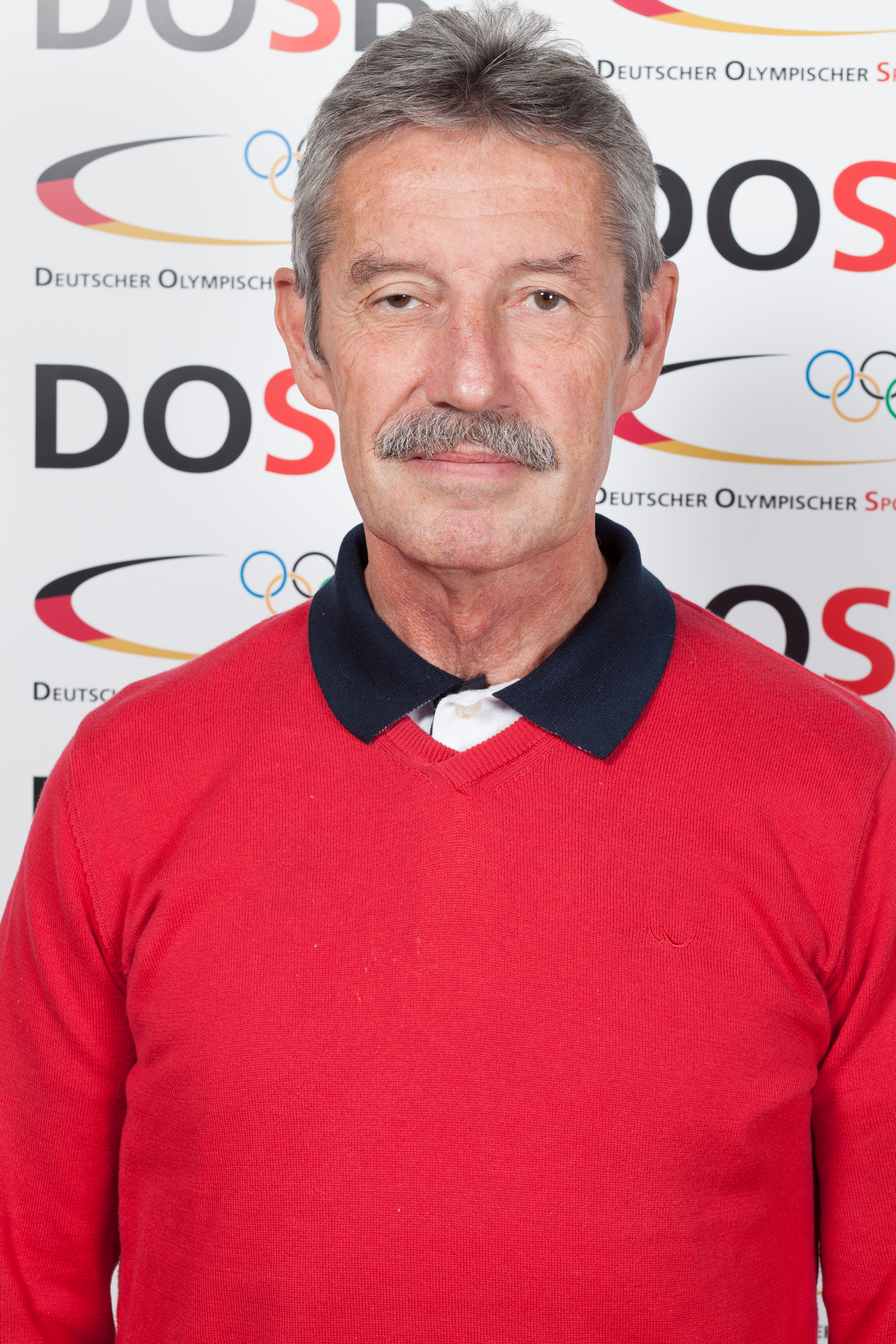

Michael Bastian (* 7. März 1948; † 9. Dezember 2022) war ein deutscher Sportwissenschaftler, Boxtrainer und -funktionär.

## Leben
Bastian erlangte 1966 an der Leibnizschule in Leipzig die Hochschulreife und studierte hernach in derselben Stadt an der Deutschen Hochschule für Körperkultur (DHfK). Das Studium schloss er 1970 mit der Diplomarbeit Die Leistung in ihrer pädagogischen Relevanz unter besonderer Berücksichtigung der Leistung im Sport ab.
Zwischen 1970 und 1972 hatte er an einer Leipziger Berufsschule eine Anstellung als Lehrer für Sport und Geschichte. 1972 wurde Bastian wissenschaftlicher Assistent an der Deutschen Hochschule für Körperkultur. Dort arbeitete er an seiner Doktorarbeit, in der er sich mit der Wirksamkeit wesentlicher Trainingsinhalte im Grundlagentraining junger Boxsportler befasste und die 1978 angenommen wurde. Bastian wurde an der DHfK wissenschaftlicher Oberassistent und leitete im Wissenschaftsbereich Kampfsport die Forschungsgruppen Nachwuchs, ehe er 1984 an das der Hochschule angeschlossene Forschungsinstitut für Körperkultur und Sport (FKS) wechselte. Dort befasste sich Bastian ebenfalls mit Kampfsport und war bis 1987 als stellvertretender Leiter Mitarbeiter des entsprechenden Fachbereichs. 1987 legte er seine einer Habilitation entsprechenden Dissertation B vor. Diese trug den Titel Theoretische Positionen und Trainingsempfehlungen zur Erhöhung der Leistungswirksamkeit des Anschlußtrainings in den Zweikampfsportarten auf der Grundlage von Erkenntnissen und Erfahrungen in der Sportart Boxen: ein Beitrag zur Vervollkommnung der Trainingskonzeptionen für das Anschlußtraining. Bastian wurde am FKS die Leitung des Fachbereichs Zweikampfsportarten übertragen, im Februar 1988 wurde er Hochschuldozent für Theorie und Methodik des Trainings in den Zweikampfsportarten.
Nach dem Ende der DDR wurde Bastian Mitarbeiter des Instituts für angewandte Trainingswissenschaft (IAT), der Nachfolgeeinrichtung des Forschungsinstituts für Körperkultur und Sport, ebenfalls mit Sitz in Leipzig. Am IAT war er im Arbeitsbereich Technik-Taktik sowie als Projektleiter Boxen beschäftigt. Unter Bastians Leitung wurden mehrere Forschungsarbeiten den Boxsport betreffend durchgeführt, darunter Untersuchungen zur Trainings- und Leistungssteuerung sowie die Entwicklung einer computer- und videogestützten Wettkampfanalysemethode. Er wirkte des Weiteren ebenfalls am IAT an von Harold Tünnemann durchgeführten wissenschaftlichen Projekten mit. Bastian lehrte ab 1992 zusätzlich an der sportwissenschaftlichen Fakultät der Universität Leipzig sowie später auch an der in Köln ansässigen Trainerakademie. Er veröffentlichte zu DDR-Zeiten Beiträge in den Zeitschriften Theorie und Praxis der Körperkultur sowie Theorie und Praxis des Leistungssports, im vereinigten Deutschland in weiteren Fachorganen wie die Zeitschrift für angewandte Trainingswissenschaft.
Als Boxtrainer war Bastian ab 2008 beim Deutschen Boxsport-Verband (DBV) tätig, war zunächst für Diagnostik zuständig und übernahm bei Wettkämpfen das Amt des Mannschaftsleiters. 2012 gehörte er zum Trainerstab der deutschen Olympiamannschaft. Von November 2012 bis zum Jahresende 2014 war Bastian Bundestrainer des DBV. Bei der Boxmannschaft Leipzig Leopards, die in der Amateur-Weltbox-Liga (WSB) antrat, hatte er das Amt des Sportkoordinator inne.
Mit der Gründung des Boxverbands Sachsen im Jahr 1990 wurde Bastian der erste Verbandsvorsitzende und blieb dies bis 2004. Anschließend wurde er zum Ehrenvorsitzenden ernannt. Im Deutschen Amateur-Box-Verband, aus dem 2003 der Deutsche Boxsport-Verband wurde, war er zwischen 1991 und 2001 Lehrwart. Bis 1997 saß er im Wissenschaftsausschuss des Europäischen Boxsportverbands EABA und gehörte zwischen 1997 und 2001 als stellvertretender Vorsitzender den für Technik- und Regelbelange zuständigen Beiräten der EABA und der AIBA an. 2000 und 2004 war Bastian technischer Delegierter bei den Olympischen Sommerspielen.